# Anua obhaerens
Anua obhaerens är en fjärilsart som beskrevs av Walker 1858. Anua obhaerens ingår i släktet Anua och familjen nattflyn. Inga underarter finns listade i Catalogue of Life.